# Архея-Пидна
Архе́я-Пи́дна (греч. Αρχαία Πύδνα) — деревня в Греции. Расположена на западном берегу залива Термаикоса, в 3 километрах к югу от Макриялоса, в 39 километрах к юго-западу от Салоник и в 284 километрах к северу от Афин. Входит в общину (дим) Пидна-Колиндрос в периферийной единице Пиерия в периферии Центральная Македония. Население 25 жителей по переписи 2011 года.
К западу от деревни проходит автострада 1, часть европейского маршрута E75.

## История
Во времена античности Пидна имела большое значение как наиболее важный портовый город Древней Македонии. Его развалины расположены в 5 километрах к северо-востоку от нынешнего города Китрос.
Город был основан греками из Эвбеи в начале VII века до н. э. По Фукидиду, Пидна была завоёвана Александром I Македонским. В 432 году до н. э. афиняне отвоевали город. Однако в 410 году до н. э. под власть Македонии Пидну вернул Архелай Македонский. Филипп II Македонский укрепил её, расширил и украсил.
В 168 году до н. э. в битве при Пидне царь Персей Македонский был здесь разбит наголову римлянами. После покорения Македонии Римом началось постепенное падение города, который, по словам Страбона, со временем принял название Китрос. Это название сохранилось до настоящего времени за соседним городом Китрос.
В 1867 году Пидна, а также македонские захоронения были открыты и исследованы французским археологом Леоном Хеузе (Leon Heuzey).

## Сообщество Макриялос
В местное сообщество Макриялос входят два населённых пункта. Население 1706 жителей по переписи 2011 года. Площадь 12,095 квадратных километров.
| Наименование | Население (2011), человек |
| ------------ | ------------------------- |
| Архея-Пидна  | 25                        |
| Макриялос    | 1681                      |

## Население
| Год  | Население, человек |
| ---- | ------------------ |
| 1991 | 5                  |
| 2001 | 21                 |
| 2011 | ↗ 25               |